# Фермы Саукле
Фермы Саукле — поселок в Сармановском районе Татарстана. Входит в состав Лякинского сельского поселения.

## География
Находится в восточной части Татарстана на расстоянии приблизительно 9 км на север-северо-запад по прямой от районного центра села Сарманово.

## История
Основан в 1930-х годах.

## Население
Постоянных жителей было: в 1938—104, в 1949—112, в 1958—100, в 1970—110, в 1979 — 85, в 1989 — 19, 22 в 2002 году (татары 100 %), 19 в 2010.